# 엔카
엔카(일본어: 演歌)는 메이지 시대 이후 유행하기 시작한 일본의 대중 음악 장르의 하나로, 일본인 특유의 감각이나 정서에 기초한 장르이다.
엔카에서 사용되는 음계의 대부분은 일본 전래의 민요에서 사용되던 5음계이다. 이러한 음계법은 고가 마사오에 의한 고가 멜로디로 정착한 뒤부터 엔카만의 독특한 음계로 자리잡았다. 이러한 멜로디는 초기 클래식의 정통파인 도쿄 예술대학 출신의 후지야마 이치로의 성악 기술을 정통으로 해석한 클론 창법으로 한 시대를 풍미했으며, 일본 음악의 기교 표현을 강화한 뒤 1960년대에 거장 미소라 히바리의 등장으로 그 지위를 확립하게 되었다. 이후 비슷한 음계에서 각각의 가수들이 고가 멜로디를 개성적으로 부르게 되었다.
주로 바다, 술, 눈물, 여자, 비, 북쪽 지방, 눈, 이별 등의 소재를 중심으로 남녀간의 슬픈 사랑을 그리는 경우가 많다. 대표곡으로는 미소라 히바리의 〈슬픈 술〉(悲しい酒) 등.

## 같이 보기
- 타이완 팝 음악
- 일본 음악
- 트로트